# 倉谷昌伺
倉谷 昌伺（くらたに　まさし）は、京都情報大学院大学の教授である。専門はオペレーションズ・リサーチ（軍事OR）、朝鮮・日本水軍史（中世・近世）

## 略歴
- 防衛大学校理工学士、同大学校研究科修了（オペレーションズ・リサーチ）（理工学修士相当）
- 佛教大学大学院文学研究科（東洋史専攻）修士課程修了
- 元海上自衛隊護衛艦乗組（「はつゆき」航海長，「うみぎり」船務長、「ゆうだち」副長）
- 元海上自衛隊第1術科学校統率科教官（「戦争史」担当）
- 元海上自衛隊第1術科学校船務科教官（「戦術」担当）
- 元海上自衛隊幹部学校防衛戦略教育研究部戦史統率研究室教官（「戦略・軍事史」担当）[1]

## 主要な研究論文
- 倉谷, 「日本海海戦の待機位置の選択に関する一考察 : OR(階層分析法)による分析」, 波涛, Vol. 44(1), pp. 1-27, 2018. 国立国会図書館書誌ID:029164767
- 倉谷, 「朝鮮水軍の変遷と倭の水軍への対応 : 壬辰倭乱(イムジンウェラン)(文禄の役)に見る両水軍の戦いを中心に」, 軍事史学, Vol. 53(1), pp.107-129, 2017. 国立国会図書館書誌ID:028369083
- 倉谷, 「近世における水陸両用作戦について : 1592年の文禄(朝鮮)の役を例として (特集 A2/ADへの挑戦)」, 海幹校戦略研究, Vol. 3(2), pp. 108-137, 2013. 国立国会図書館書誌ID:025344972
- 倉谷, 「関東大震災における日米海軍の救援活動について : 日米海軍の現場指揮官の活動を中心に (特集 HA/DR(人道支援/災害救援)(Humanitarian Assistance/Disaster Relief) : 東日本大震災を経験して)」, 海幹校戦略研究, Vol. 1(2), pp. 106-138, 2011. 国立国会図書館書誌ID:023686109
- 倉谷, 「日本海海戦を科学する : 東郷平八郎の決心 (東アジアの海洋における安全保障 : 中国の海洋進出を中心として)」, 海幹校戦略研究, Vol. 1(1), pp. 75-89, 2011. 国立国会図書館書誌ID:023635759
- 倉谷, 「壬辰倭乱に関する研究　〜朝鮮水軍に関する一考察〜」, 佛教大学大学院、2009.
- 倉谷, 「韓国哨戒艦沈没事案と朝鮮戦争休戦協定--朝鮮国連軍創設から休戦協定を中心に」, 波涛, Vol. 36(2), pp. 14-24, 2010. 国立国会図書館書誌ID:10800127
- 飯田, 倉谷, 「移動目標物の期待探索時間を最小にする最適精査計画-1-コンタクトに伴う遅れ時間がある場合」, 防衛大学校理工学研究報告, Vol. 24(3), pp. 275-296, 1986. 国立国会図書館書誌ID:3125697
- Kuratani, "The creation and establishment of the Japanese NAVY, part 2 - The history of the Japanese maritime self-defense force 1946-1955", THE NAVY (The magazine of the navy league of Australia), Vol. 80 No.2, pp. 14-, 2018. ISSN 1322-6231
- Kuratani, "THE CREATION AND ESTABLISHMENT OF THE JAPANESE NAVY 1976-2007, 2008-2018: JAPANESE NAVAL HISTORY, PART 3", THE NAVY (The magazine of the navy league of Australia), Vol. 81 No.2, pp. 24-27, 2019. ISSN 1322-6231

## 国際会議
- Kuratani (会議報告[2]やプログラム[3]には "Masashi Kurarni" と表記), "The dispatch of Imperial Japanese Fleet to the Mediterranean Sea", 2017 McMullen Naval History Symposium, Annapolis, Maryland, USA, 2017.
- Kuratani, "The battle of Leyte Gulf from the Japanese perspective", en:Naval Postgraduate School, Newport, Rhode Island, USA, 2010．